# Округ Бланд (Вирџинија)
Бланд (енгл. Bland County) је округ у америчкој савезној држави Вирџинија.

## Демографија
По попису из 2010. године број становника је 6.824, што је 47 (-0,7%) становника мање него 2000. године.
| Група             | 2000.         | 2010.         |
| Белци             | 6.495 (94,5%) | 6.494 (95,2%) |
| Афроамериканци    | 288 (4,2%)    | 228 (3,3%)    |
| Азијати           | 8 (0,1%)      | 18 (0,3%)     |
| Хиспаноамериканци | 32 (0,5%)     | 39 (0,6%)     |
| Укупно            | 6.871         | 6.824         |